# سیتخس
سیتخس (به اسپانیایی: Sitges) یک شهرستان در اسپانیا است که در بیلانبا ای لا خلترو واقع شده‌است.

## خصوصیات
سیتخس ۴۳٫۸۵ کیلومترمربع مساحت و ۲۷٬۶۶۸ نفر جمعیت دارد و ۱۰ متر بالاتر از سطح دریا واقع شده‌است.